# Dimi Bass
Dimi Bass (n. Mendoza, 13 de junio de 1962) es un cantante, músico y compositor argentino. Es bajista y vocalista de la banda de rock mendocino Alcohol Etílico.

## Biografía
A la edad de catorce años, se compra un bajo eléctrico, y pasa a integrar una banda de rock con sus amigos. La marca del bajo que él había comprado era DIMI, y desde ese momento sus conocidos, comienzan a llamarlo Dimi Bass. Ese sobrenombre con el tiempo, se transformaría en su nombre artístico. Este primer conjunto se llamó Corpus y estaba integrado por compañeros del Colegio Universitario Central.
Siempre componiendo sus propias canciones, adquiere conocimientos musicales en forma autodidacta. Pasa a integrar el grupo de rock sinfónico llamado Chris, realizando importantes presentaciones.

### Alcohol Etílico
Chris entra en receso y Raúl Federico Gómez es ahora Dimi Bass y junto con dos de los integrantes forma una nueva banda a la que denominan Alcohol Etílico.
A los veintidós años, con su amigo, el tecladista Natalio Faingold, en el año 1984, compone la canción Lamento Boliviano, la cual pasaría a ser como un himno de la banda.
En el año 1986 graban el larga duración Envasado en origen, el cual contenía éxitos además de «Lamento Boliviano», como «Mi Mandolín», «Silvana» y «Qué nos está pasando».
En el año 1988 se producen cambios de integrantes en Alcohol Etílico y Dimi junto a Sergio Embrioni y Horacio Gómez graban un álbum para EMI que los lleva a actuar por Argentina, Chile y Colombia.
La canción Lamento Boliviano es grabado por Enanitos Verdes en su disco Big Bang en 1994 y se convertiría en uno de los principales temas del rock en español en todo el mundo.
Editan el disco “Cosecha 86-95” en el año 1995, con temas como Llueve y Vivo en la calle. En el año 2000, graban en vivo Salto al Vacío. En el año 2003 editan Lo mejor de Alcohol Etílico. En el año 2006 realizan el disco Hotel Latinoamérica, con temas destacados como A tu manera y Soy como un indio.

## Solista
En el año 2009, realiza viajes por Brasil, Perú y el Sur de México, conociendo lugares y comunidades de sus raíces latinoamericanas. Comienza la grabación de su primer disco solista. Finalmente en 2010 se termina de mezclar y grabar el álbum de Dimi y se edita con el título de Ciudadano del mundo. Este disco cuenta con la colaboración de músicos mendocinos invitados como Felipe Staiti, Goy Ogalde, Horacio Gómez, Tito Dávila y Tilín Orozco.

## Discografía

### Con Alcohol Etílico
- Envasado en origen (1987)
- Alcohol Etílico (1988)
- Alcohol puro (1990)
- Cosecha 86-95 (1995)
- Salto al vacío (2000)
- Lo mejor de Alcohol Etílico (2002)
- Al diablo unplugged (2002)
- Hotel Latinoamérica (2005)

### Como solista
- Ciudadano del Mundo (2010)

| N.º | Título                | Duración |  |
| 1.  | «Pez dorado»          | 03:35    |  |
| 2.  | «Locura de poder»     | 03:25    |  |
| 3.  | «Comunicación»        | 03:41    |  |
| 4.  | «Ciudadano del mundo» | 04:08    |  |
| 5.  | «Todo pasará»         | 03:50    |  |
| 6.  | «Se inundó el amor»   | 03:25    |  |
| 7.  | «En la cima»          | 03:20    |  |
| 8.  | «Marcela»             | 03:49    |  |
| 9.  | «Virgencita»          | 03:09    |  |
| 10. | «No importa»          | 05:52    |  |